# Donald Duck's Playground
Donald Duck's Playground is een educatief computerspel voor kinderen tussen 7 en 11 jaar van Sierra On-line uit 1984. Het spel kwam oorspronkelijk uit voor Commodore 64. Later werd het geporteerd naar Amiga, Atari ST, Apple II, DOS, Commodore 64, TRS-80 en IBM PCjr.
Voor de Commodore 64 en TRS-80 werd het spel geschreven in machinetaal, voor de andere systemen werd Sierra's interne ontwikkeltool AGI gebruikt.

## Verhaal
De speler kruipt in de huid van Donald Duck. Donald dient geld te verdienen om speelgoed aan te kopen voor zijn neefjes Huey, Dewey en Louie. Hiervoor kan Donald werken in vier verschillende fabrieken. Bij aanvang van de job dient hij aan te geven hoeveel uur hij wil werken. Elk uur komt overeen met een werkelijke minuut. Donald wordt uitbetaald in Amerikaanse dollars.

### De jobs
Donald kan vier verschillende baantjes aannemen. Zijn loon varieert naargelang de gekozen moeilijkheidsgraad.
- Fruithandelaar: Donald is verantwoordelijk voor het sorteren van fruit. Vanuit een vrachtwagen worden hem watermeloenen, pompoenen en cantaloupe-meloenen gegooid. Deze komen op een willekeurige plaats neer. Donald moet het fruit vangen voordat het op de grond valt. Zodra hij een stuk fruit heeft opgevangen, dient hij dit in de juiste bak te leggen voordat het volgend geworpen stuk fruit op de grond valt. Per correct gesorteerd stuk fruit, krijgt hij een bepaald bedrag. Indien het fruit te pletter valt of het wordt verkeerd gesorteerd, worden de kosten van zijn loon afgehouden.
- Speelgoedwinkel: Donald is verantwoordelijk om speelgoed te plaatsen in de juiste vitrine. Op regelmatige tijdstippen komt een trein voorbij de winkel. Donald krijgt een indicatie wanneer deze in aantocht is. Op het ogenblik dat de trein voorbij raast, moet Donald de vitrines hebben gesloten. Doet hij dit niet, dan zal het gedaver van de trein een of meerdere speelgoedstukken uit de geopende vitrines laten vallen. Per correct gesorteerd stuk speelgoed krijgt Donald een geldbedrag. Per beschadigd of verkeerd gesorteerd stuk speelgoed wordt een bedrag van zijn loon afgetrokken.
- Spoorwegen: Donald is verantwoordelijk om vanuit zijn werkplek de wissels van de treinsporen in zijn gebied goed te zetten. Het doel hiervan is om de treinen hun goederen te laten leveren in de correcte steden. Donald krijgt geld voor elke trein die op zijn juiste bestemming aankomt.
- Vlieghaven: Donald is verantwoordelijk om bagage te sorteren. Op de voorgrond van het speelveld staat een transportband met daarop pakjes. Op elk pakje kleeft een sticker met de afkorting van een Amerikaanse luchthaven. Op de achtergrond rijdt een kleine vrachtwagen met enkele aanhangwagens. Op elke aanhangwagen hangt eveneens een sticker met daarop ook een gelijkaardige code. Bedoeling is dat Donald van de transportband een pakje neemt en dit in de juiste aanhangwagen gooit.

Na elke shift verschijnt een scherm met een overzicht hoeveel Donald heeft verdiend.

### De speelgoedwinkel
Met het verdiende geld kan Donald speelgoed aankopen in drie verschillende speelgoedwinkels. Uiteraard kan hij niet over zijn budget gaan. De winkelbediende berekent hoeveel Donald moet betalen. De speler krijgt daarop de portefeuille van Donald te zien en moet met muisklikken op de verschillende dollarmunten of -briefjes klikken om te betalen. Indien niet kan worden gepast, moet de speler het terug te krijgen wisselgeld aan te klikken in de winkelkassa.
Elk aangekocht stuk speelgoed wordt in Donald zijn tuin geplaatst. Ten slotte dient hij zijn neefjes te telefoneren, zodat zij kunnen komen spelen.

## Educatief nut
Hoewel het spel op het eerste gezicht simplistisch is, zou het volgens Sierra On-Line en Walt Disney wel degelijk een educatieve waarde hebben, waaronder
- het blindelings herkennen van Amerikaanse dollarmunten
- het aanleren van de afkortingen van Amerikaanse luchthavens
- het correct leren te betalen

## ScummVM
Aangezien het spel voor sommige systemen werd geprogrammeerd met AGI is het op moderne computers speelbaar met behulp van de SCUMM VM-emulator.